# کوین هولسمانس
کوین هولسمانس (ایتالیایی: Kevin Hulsmans؛ زادهٔ ۱۱ آوریل ۱۹۷۸) دوچرخه‌سوار اهل بلژیک است.